# Équipe des Philippines féminine de basket-ball
Cet article traite de l'équipe féminine. Pour l'équipe masculine, voir Équipe des Philippines masculine de basket-ball.
Maillots
L'équipe des Philippines féminine de basket-ball est l'équipe nationale qui représente les Philippines dans les compétitions internationales féminine de basket-ball. Elle est placée sous l'égide de la Fédération des Philippines de basket-ball (Samahang Basketbol ng Pilipinas ou SBP). L'équipe est affiliée à la FIBA depuis 1936. Son surnom est "Gilas Pilipinas women's". 
Les Philippines font treize apparitions en phase finale du Coupe d'Asie, leur meilleure performance est une quatrième place atteinte en 1965 et 1984. L'équipe ne s'est jamais qualifiée pour les Jeux olympiques ni pour une phase finale de Coupe du monde.

## Résultats

### Palmarès
| Compétitions mondiales                             | Compétitions continentales                       |
| -------------------------------------------------- | ------------------------------------------------ |
| - Jeux olympiques - Néant - Coupe du monde - Néant | - Coupe d'Asie - Néant - Jeux asiatiques - Néant |

### Parcours en compétitions internationales

#### Jeux olympiques
| Année | Position      |      | Année         | Position |               | Année | Position |
| 1976  | Non qualifiée | 1996 | Non qualifiée | 2016     | Non qualifiée |       |          |
| 1980  | Non qualifiée | 2000 | Non qualifiée | 2020     | Non qualifiée |       |          |
| 1984  | Non qualifiée | 2004 | Non qualifiée | 2024     | Non qualifiée |       |          |
| 1988  | Non qualifiée | 2008 | Non qualifiée | 2028     | -             |       |          |
| 1992  | Non qualifiée | 2012 | Non qualifiée | 2032     | -             |       |          |

#### Coupe du monde
| Année | Position      |      | Année         | Position |               | Année | Position |
| 1953  | Non qualifiée | 1979 | Non qualifiée | 2006     | Non qualifiée |       |          |
| 1957  | Non qualifiée | 1983 | Non qualifiée | 2010     | Non qualifiée |       |          |
| 1959  | Non qualifiée | 1986 | Non qualifiée | 2014     | Non qualifiée |       |          |
| 1964  | Non qualifiée | 1990 | Non qualifiée | 2018     | Non qualifiée |       |          |
| 1967  | Non qualifiée | 1994 | Non qualifiée | 2022     | Non qualifiée |       |          |
| 1971  | Non qualifiée | 1998 | Non qualifiée | 2026     | -             |       |          |
| 1975  | Non qualifiée | 2002 | Non qualifiée | 2030     | -             |       |          |

#### Coupe d'Asie
| Année | Position      |      | Année         | Position |               | Année | Position |
| 1965  | 4e            | 1988 | Non qualifiée | 2009     | 10e           |       |          |
| 1968  | 6e            | 1990 | Non qualifiée | 2011     | Non qualifiée |       |          |
| 1970  | Non qualifiée | 1992 | Non qualifiée | 2013     | 10e           |       |          |
| 1972  | Non qualifiée | 1994 | 10e           | 2015     | 7e            |       |          |
| 1974  | Non qualifiée | 1995 | 9e            | 2017     | 7e            |       |          |
| 1976  | 6e            | 1997 | Non qualifiée | 2019     | 7e            |       |          |
| 1978  | 8e            | 1999 | Non qualifiée | 2021     | 7e            |       |          |
| 1980  | Non qualifiée | 2001 | Non qualifiée | 2023     | 6e            |       |          |
| 1982  | 8e            | 2004 | 8e            | 2025     | 6e            |       |          |
| 1984  | 4e            | 2005 | 11e           | 2027     | -             |       |          |
| 1986  | Non qualifiée | 2007 | Non qualifiée | 2029     | -             |       |          |